# Transformationen
Transformationen. Pastoralpsychologische Werkstattberichte  ist eine deutsche theologische, pastoralpsychologische Fachzeitschrift.

## Erscheinungsweise
Die Zeitschrift erscheint regelmäßig seit 2001 in der Weise einer Schriftenreihe, die einzelnen Hefte sind fortlaufend, auch jahrgangsweise, nummeriert.

## Institutioneller Hintergrund
Die Transformationen sind das Organ der Deutschen Gesellschaft für Pastoralpsychologie e.V. (DGfP)

## Inhalt
Die Beiträge in den Transformationen wollen mit „Werkstattcharakter“ die pastoralpsychologische Arbeit in Theorie und Praxis dokumentieren und anregen. Schwerpunkte sind:
- Neue Fragestellungen und Ansätze pastoralpsychologischen Arbeitens,
- Entwicklungen pastoralpsychologischer Theoriebildung,
- Reflexion der Arbeit in pastoralpsychologischen Handlungsfeldern,
- Kommentierungen, Anregungen und Erwiderungen, mit denen die Mitglieder der DGfP das wissenschaftliche Gespräch untereinander sowie mit anderen Interessierten suchen.

## Herausgeber
Klaus Kießling redigiert zusammen mit einem Kreis von Gutachterinnen und Gutachtern die Transformationen im Auftrag der Deutschen Gesellschaft für Pastoralpsychologie.